# Floderna flyter mot havet
Floderna flyter mot havet är en roman av Artur Lundkvist utgiven 1934.
Romanen har en självbiografisk bakgrund och handlar om bondsonen Leander som bryter upp från sin landsbygdsmiljö och flyttar till Stockholm. Med sina inslag av primitivistisk sexualromantik influerad av D.H. Lawrence var den mycket kontroversiell för sin samtid. Lundkvists ordinarie förlag Bonniers ville inte ge ut romanen, den utkom i stället på Tidens förlag och fick vid sin utgivning en nedgörande kritik av flera recensenter. 